# Rafael Oramas Navarro
Rafael Oramas Navarro (Las Palmas de Gran Canaria, 13 d'abril de 1904 - Barcelona, 21 d'abril de 1968) fou un jugador canari de futbol de les dècades de 1920 i 1930.

## Trajectòria
A mitjan anys 1920 el futbol canari va viure un moment d'esplendor. L'abril de 1925 el club Real Club Victoria realitzà una gira per la península. El club visità Catalunya on s'enfrontà a clubs com la UE Sants, el CE Sabadell i l'Iluro SC. El RCD Espanyol es va fer amb els serveis de diversos jugadors, entre ells de Rafael Oramas.
Oramas havia nascut al barri de Guanarteme de Las Palmas de Gran Canaria i es formà al Club Santa Catalina, club on coincidí amb José Padrón, més tard jugador de l'Espanyol, on a més fou campió canari. El 1924 ingressà al Marino FC d'aquesta ciutat i reforçà el Real Club Victoria en la seva gira peninsular. La seva posició natural era la d'interior dret. Defensà els colors del RCD Espanyol entre 1925 i 1929, disputant amb el club 8 partits de la primera lliga espanyola. El gener de 1928 Jack Greenwell fitxava com a entrenador de l'Espanyol i l'abril del mateix any arribava a l'equip l'egarenc Domènec Broto. Oramas va perdre protagonisme, i durant la seva darrera al club fou majoritàriament suplent. No obstant, fou un dels jugadors que disputà el primer partit de lliga del club el 10 de febrer de 1929 davant el Real Unión, partit en el qual marcà dos gols. Aquesta darrera temporada es proclamà campió d'Espanya i de Catalunya amb l'Espanyol. La temporada 1929-30 jugà al Racing de Madrid i la següent al Recreativo de Huelva, finalitzant la seva trajectòria al futbol canari.
Fou 2 cops internacional amb la selecció catalana de futbol destacant el partit amb Txecoslovàquia el 1925.
Un cop retirat del futbol retornà a la capital catalana on hi residí fins a la seva mort l'any 1968.
Era oncle del també futbolista Rafael Oramas Cabrera.

## Palmarès
- Copa d'Espanya: 1928-29
- Campionat de Catalunya: 1928-29